# Nicolas Hordubois
Nicolas Hordubois est un artiste peintre français du XVIIIe siècle.

## Biographie
Nicolas Hordubois est lauréat d'un premier prix de Rome en peinture en 1701 pour Moïse exposé sur les eaux du Nil.

## Œuvres
- Le Roi Charles VI part de La Ville-Presque où il tenait sa cour pour venir chasser dans la forêt de Sénart proche de l'ermitage, musée national du château de Fontainebleau[2]
- Le Roi Henri IV visite le frère Marcian, Comte d'Arces, reclus dans l'ermitage de la forêt de Sénart, musée national du château de Fontainebleau[3]
- Le Roi saint Louis part de Corbeil pour venir chasser dans la forêt de Sénart où il donne des ordres pour y bâtir l'ermitage de Notre-Dame-de-Consolation, musée national du château de Fontainebleau[4]
- Louis XIV prend sous sa protection les religieux de Notre-Dame de Consolation de la forêt de Sénart, musée national du château de Fontainebleau[5]